# Andrychów-Wieś
Andrychów-Wieś, Andrychów, Jędrychów (niem. Andrychau Dorf) – dawniej wieś, obecnie w granicach miasta Andrychów w Polsce w województwie małopolskim, w powiecie wadowickim. Stanowi zachodnią część miasta, położoną po lewej stronie rzeki Wieprzówki.
Pod zaborem austriackim Andrychau Dorf stanowił gminę jednostkową w powiecie Andrychau w cyrkule wadowickim, liczącą w 1854 roku 1653 mieszkańców (dla porównania miasto Andrychów liczyła zaledwie 955). 27 czerwca 1886 rada wsi i miasta podjęła decyzje o połączeniu się Andrychowa w jeden organizm miejski.